# 1. Infanterie-Division
1. Infanterie-Division var en av Reichswehrs ursprungliga divisioner och sattes upp den 1 oktober 1934 i Köningsberg i Wehrkreis I. Divisionen deltog som en del av 3. Armee i invasionen av Polen från Ostpreussen. Som en del av I. Armeekorps deltog divisionen in armégrupp Nords anfall genom de baltiska staterna under Operation Barbarossa.

## Befälhavare
Divisionschefer:
- Generalmajor Georg von Küchler 1 okt 1934 - 1 april 1935
- Generalleutnant Walther Schroth 1 april 1935 - 1 jan 1938
- Generalleutnant Joachim von Kortzfleisch 1 jan 1938 - 1 mars 1940
- Generalleutnant Philipp Kleffel 1 mars 1940 - 12 juli 1941
- Generalmajor Dr Friedrich Altrichter 12 juli 1941 - 4 sep 1941
- Generalleutnant Philipp Kleffel 4 sep 1941 - 16 jan 1942
- Generalmajor Martin Grase 16 jan 1942 - 30 juni 1943
- Generalmajor Ernst-Anton von Krosigk 1 juli 1943 - 10 maj 1944
- Oberst Hans-Joachim Baurmeister 10 maj 1944 - 8 juni 1944
- Generalleutnant Ernst-Anton von Krosigk 8 juni 1944 - 1 okt 1944
- Generalleutnant Hans Schittnig 1 okt 1944 - 27 feb 1945
- Generalleutnant Henning von Thadden 27 feb 1945 - 8 maj 1945